# Panathinaïkós
Le Panathinaïkós (en grec : Παναθηναϊκός) est un club omnisports grec situé à Athènes, comprenant une section football, basket-ball (hommes, femmes), volley-ball (hommes, femmes) et water polo de premier plan. Le football et le basket-ball (hommes) sont les deux équipes les plus populaires.
Football : vingt titres de champion de Grèce, dix-huit coupes de Grèce, trois supercoupes de Grèce, une coupe de Grande Grèce et un titre de Coupe des Balkans des clubs.
Basket-ball : six titres de champion d'Europe (Euroligue de basket-ball), un titre de Coupe intercontinentale de basket-ball, trente-cinq titres de champion de Grèce et dix-huit coupes de Grèce.